# غريسولد (كونيتيكت)
غريسولد (بالإنجليزية: Griswold, Connecticut)‏ هي معلم جغرافي تقع في الولايات المتحدة في كونيتيكت. يقدر عدد سكانها بـ 11,951 نسمة ومساحتها 96.0 كم2 و وترتفع عن سطح البحر 64 متر.

## أعلام
- ويليام جاي بابكوك
- موسى كويت تايلر